# Olympische Jugend-Winterspiele 2024/Eiskunstlauf
Bei den IV. Olympischen Jugend-Winterspielen 2024 in Gangwon fanden vier Wettbewerbe im Eiskunstlauf statt. Austragungsort war die Gangneung Ice Arena. Im Gegensatz zu den vorangegangenen Austragungen wurde der Team-Wettkampf nun nicht mehr mit gemischten Nationenteams ausgetragen, sondern als klassischer Mannschaftswettbewerb.

## Qualifikation
Teilnahmeberechtigt waren Sportler die zwischen dem 1. Januar 2006 und dem 31. Dezember 2009 geboren wurden.
Insgesamt konnten sich 72 Sportler bzw. Sportlerinnen für die Wettkämpfe qualifizieren, die maximale Anzahl pro Event und Nationales Olympisches Komitee (NOK) betrug 2, womit ein NOK also insgesamt 12 Sportler bzw. Sportlerinnen entsenden konnte. Einen fixen Startplatz erhielten jeweils die Medaillengewinner der Eiskunstlaufjuniorenweltmeisterschaften 2023. Alle anderen Nationen konnten einen weiteren Athleten anmelden, bis die Quote von zwölf für jeden Einzelwettbewerb, sieben für Paare und neun für Eistanzen erreicht worden war. Beim ISU Junior Grand Prix 2023/24 gab es weitere vier Plätze für jede Einzeldisziplin und je drei Plätze für Paarlauf und Eistanz.
Daraus ergab sich folgende Verteilung der Quotenplätze:
| NOKs                | Männer Einzel | Frauen Einzel | Paarlauf | Eistanz | Team Event | Gesamt |
| ------------------- | ------------- | ------------- | -------- | ------- | ---------- | ------ |
| Australien          | 0             | 1             | 1        | 0       | Nein       | 2      |
| Chinesisch Taipeh   | 0             | 1             | 0        | 0       | Nein       | 1      |
| Deutschland         | 0             | 0             | 0        | 1       | Nein       | 1      |
| Estland             | 1             | 1             | 0        | 0       | Nein       | 2      |
| Finnland            | 0             | 1             | 0        | 0       | Nein       | 1      |
| Frankreich          | 1             | 1             | 0        | 1       | Ja         | 3      |
| Georgien            | 1             | 1             | 0        | 0       | Nein       | 2      |
| Großbritannien      | 1             | 0             | 0        | 1       | Nein       | 2      |
| Israel              | 0             | 1             | 0        | 0       | Nein       | 1      |
| Italien             | 1             | 0             | 0        | 1       | Nein       | 1      |
| Japan               | 2             | 2             | 0        | 0       | Nein       | 4      |
| Kanada              | 1             | 1             | 1        | 2       | Ja         | 5      |
| Lettland            | 1             | 1             | 0        | 0       | Nein       | 2      |
| Neuseeland          | 1             | 0             | 0        | 0       | Nein       | 1      |
| Slowakei            | 1             | 0             | 0        | 0       | Nein       | 1      |
| Südkorea 1)         | 1             | 2             | 1 0      | 1       | Ja         | 4      |
| Schweden            | 1             | 0             | 0        | 0       | Nein       | 1      |
| Schweiz             | 2             | 1             | 0        | 0       | Nein       | 3      |
| Spanien             | 0             | 0             | 1        | 0       | Nein       | 1      |
| Tschechien          | 0             | 0             | 0        | 2       | Nein       | 2      |
| Ukraine             | 1             | 0             | 0        | 1       | Nein       | 1      |
| Ungarn              | 0             | 1             | 0        | 0       | Nein       | 1      |
| Vereinigte Staaten  | 1             | 1             | 1        | 1       | Ja         | 4      |
| Volksrepublik China | 1             | 1             | 0        | 1       | Ja         | 3      |
| Zypern              | 0             | 1             | 0        | 0       | Nein       | 1      |
| Gesamt: 25 NOKs     | 18            | 18            | 4        | 12      | –          | 52     |

## Zeitplan
| Zeitplan Eiskunstlauf | Zeitplan Eiskunstlauf | Zeitplan Eiskunstlauf | Zeitplan Eiskunstlauf | Zeitplan Eiskunstlauf | Zeitplan Eiskunstlauf | Zeitplan Eiskunstlauf |
| Wettbewerbe           | Januar                | Januar                | Januar                | Januar                | Januar                | Februar               |
| Wettbewerbe           | 27.                   | 28.                   | 29.                   | 30.                   | 31.                   | 1.                    |
| --------------------- | --------------------- | --------------------- | --------------------- | --------------------- | --------------------- | --------------------- |
| Männer Einzel         |                       |                       | Gold                  |                       |                       |                       |
| Frauen Einzel         |                       |                       |                       | Gold                  |                       |                       |
| Paarlauf              |                       |                       | Gold                  |                       |                       |                       |
| Eistanz               |                       |                       |                       | Gold                  |                       |                       |
| Teamwettbewerb        |                       |                       |                       |                       |                       | Gold                  |
| Entscheidungen        | 0                     | 0                     | 2                     | 2                     | 0                     | 1                     |

|  | Kurzprogramm/-tanz | Gold | Kür/Kürtanz |

## Bilanz

### Medaillenspiegel
| Platz  | Land               | Gold | Silber | Bronze | Gesamt |
| ------ | ------------------ | ---- | ------ | ------ | ------ |
| 1      | Südkorea           | 2    | 1      | –      | 3      |
| 2      | Japan              | 1    | –      | 1      | 1      |
| 3      | Kanada             | 1    | –      | 1      | 2      |
| 4      | Frankreich         | 1    | –      | –      | 1      |
| 5      | Vereinigte Staaten | –    | 3      | –      | 3      |
| 6      | Slowakei           | –    | 1      | –      | 1      |
| 7      | Großbritannien     | –    | –      | 1      | 1      |
| 7      | Neuseeland         | –    | –      | 1      | 1      |
| 7      | Spanien            | –    | –      | 1      | 1      |
| Gesamt | Gesamt             | 5    | 5      | 5      | 15     |

### Medaillengewinner
| Disziplin             | Gold                                                    | Silber                                                                                           | Bronze                                                                              |
| --------------------- | ------------------------------------------------------- | ------------------------------------------------------------------------------------------------ | ----------------------------------------------------------------------------------- |
| Männer Einzel         | Kim Hyung-yeom (KOR)                                    | Adam Hagara (SVK)                                                                                | Lin Yanhao (NZL)                                                                    |
| Frauen Einzel         | Mao Shimada (JPN)                                       | Shin Ji-a (KOR)                                                                                  | Yo Takagi (JPN)                                                                     |
| Paarlauf              | Kole Sauve / Annika Behnke (CAN)                        | Jared McPike / Cayla Smith (USA)                                                                 | Pau Vilella / Carolina Campillo (ESP)                                               |
| Eistanz               | Ambre Perrier-Gianesini / Samuel Blanc-Klaperman (FRA)  | Olivia Ilin / Dylan Cain (USA)                                                                   | Ashlie Slatter / Atl Ongay-Perez (GBR)                                              |
| Mannschaftswettbewerb | SüdkoreaKim Hyun-gyeom Shin Ji-a Kim Jin-ny / Lee Na-mu | Vereinigte StaatenJacob Sanchez Sherry Zhang Cayla Smith / Jared McPike Olivia Ilin / Dylan Cain | KanadaDavid Li Kaiya Ruiter Annika Behnke / Kole Sauve Audra Gans / Michael Boutsan |

## Ergebnisse

### Männer Einzel
| Platz | Land | Athlet                  | Kurzp. | Kür    | Gesamt |
| Platz | Land | Athlet                  | Punkte | Punkte | Punkte |
| ----- | ---- | ----------------------- | ------ | ------ | ------ |
| 1     | KOR  | Kim Hyung-yeom          | 69,28  | 147,75 | 216,73 |
| 2     | SVK  | Adam Hagara             | 75,06  | 141,17 | 216,23 |
| 3     | NZL  | Li „Dwyane“ Yanhao      | 68,01  | 140,83 | 208,84 |
| 4     | USA  | Jacob Sanchez           | 76,38  | 123,90 | 200,28 |
| 5     | JPN  | Rio Nakata              | 55,59  | 142,70 | 198,29 |
| 6     | ITA  | Raffaele Francesco Zich | 66,05  | 123,79 | 189,84 |
| 7     | JPN  | Haru Kakiuchi           | 61,11  | 124,77 | 185,88 |
| 8     | CHN  | Tian Tonghe             | 67,08  | 112,24 | 179,32 |
| 9     | SUI  | Georgii Pavlov          | 61,97  | 116,85 | 178,82 |
| 10    | CAN  | David Li                | 57,16  | 118,57 | 175,73 |

Kurzprogramm: 27. Januar 2024
Kür: 28. Januar 2024

### Frauen Einzel
| Platz | Land | Athletin         | Kurzp. | Kür    | Gesamt |
| Platz | Land | Athletin         | Punkte | Punkte | Punkte |
| ----- | ---- | ---------------- | ------ | ------ | ------ |
| 1     | JPN  | Mao Shimada      | 71,05  | 125,94 | 196,99 |
| 2     | KOR  | Shin Ji-a        | 66,48  | 125,35 | 191,83 |
| 3     | JPN  | Yo Takagi        | 67,23  | 115,97 | 183,20 |
| 4     | KOR  | Kim Yu-seong     | 63,64  | 117,89 | 181,53 |
| 5     | GEO  | Inga Gurgenidse  | 57,99  | 115,42 | 173,41 |
| 6     | USA  | Sherry Zhang     | 45,97  | 123,48 | 169,45 |
| 7     | CHN  | Gao Shiqi        | 60,28  | 108,13 | 168,41 |
| 8     | FIN  | Iida Karhunen    | 55,04  | 111,84 | 166,88 |
| 9     | SUI  | Anthea Gradinaru | 55,78  | 107,19 | 162,97 |
| 10    | TPE  | Tsai Yu-Feng     | 56,46  | 100,18 | 156,64 |

Kurzprogramm: 28. Januar 2024
Kür: 30. Januar 2024

### Paarlauf
| Platz | Land | Athleten                                 | Kurzp. | Kür    | Gesamt |
| Platz | Land | Athleten                                 | Punkte | Punkte | Punkte |
| ----- | ---- | ---------------------------------------- | ------ | ------ | ------ |
| 1     | CAN  | Kole Sauve Annika Behnke                 | 39,09  | 74,54  | 113,63 |
| 2     | USA  | Jared McPike Cayla Smith                 | 36,80  | 61,20  | 98,00  |
| 3     | ESP  | Pau Vilella Carolina Campillo            | 31,52  | 62,51  | 94,03  |
| 4     | AUS  | Kryshtof Pradeaux Peyton Bellamy-Martins | 29,03  | 59,33  | 88,36  |

Kurzprogramm: 27. Januar 2024
Kür: 28. Januar 2024

### Eistanz
| Platz | Land | Athleten                                       | Kurzt. | Kür    | Gesamt |
| Platz | Land | Athleten                                       | Punkte | Punkte | Punkte |
| ----- | ---- | ---------------------------------------------- | ------ | ------ | ------ |
| 1     | FRA  | Samuel Blanc Klaperman Ambre Perrier Gianesini | 62,39  | 92,96  | 155,35 |
| 2     | USA  | Dylan Cain Olivia Ilin                         | 57,46  | 84,92  | 142,38 |
| 3     | GBR  | Atl Ongay-Perez Ashlie Slatter                 | 50,91  | 89,25  | 140,16 |
| 4     | KOR  | Lee Na-mu Kim Jin-ny                           | 56,58  | 82,82  | 139,40 |
| 5     | CAN  | Michael Boutsan Audra Gans                     | 52,99  | 83,83  | 136,82 |
| 6     | CZE  | Jáchym Novák Andrea Pšurná                     | 51,22  | 75,41  | 126,63 |
| 7     | CHN  | Ge Quanshuo Liu Tong                           | 50,92  | 75,58  | 126,50 |
| 8     | GER  | Davide Calderari Mia Lee Mayer                 | 50,57  | 74,87  | 125,44 |
| 9     | CAN  | Jacob Stark Caroline Kravets                   | 47,98  | 67,72  | 115,70 |
| 10    | ITA  | Pietro Rota Zoe Bianchi                        | 41,50  | 64,33  | 105,83 |

Kurtanz: 28. Januar 2024
Kür: 30. Januar 2024

### Mannschaftswettbewerb
| Platz | Land | Athleten                                                                   | Männer | Frauen | Paarlauf | Eistanz | Gesamt |
| Platz | Land | Athleten                                                                   | Punkte | Punkte | Punkte   | Punkte  | Punkte |
| ----- | ---- | -------------------------------------------------------------------------- | ------ | ------ | -------- | ------- | ------ |
| 1     | KOR  | Kim Hyung-yeom Shin Ji-a Lee Na-mu/Kim Jin-ny                              | 5      | 5      | –        | 3       | 13     |
| 2     | USA  | Jacob Sanchez Sherry Zhang Jared McPike/Cayla Smith Dylan Cain/Olivia Ilin | 4      | 4      | 4        | 4       | 12     |
| 3     | CAN  | David Li Kaiya Ruiter Kole Sauve/Annika Behnke Michael Boutsan/Audra Gans  | 2      | 2      | 5        | 1       | 9      |
| 4     | CHN  | Tian Tonghe Gao Shiqi Ge Quanshuo/Liu Tong                                 | 3      | 3      | –        | 2       | 8      |
| 5     | FRA  | Gianni Motilla Eve Dubecq Samuel Blanc Klaperman/Ambre Perrier Gianesini   | 1      | 1      | –        | 5       | 7      |

Datum: 1. Februar 2024